# الطهارة في الكنيسة الإثيوبية الأرثوذكسية

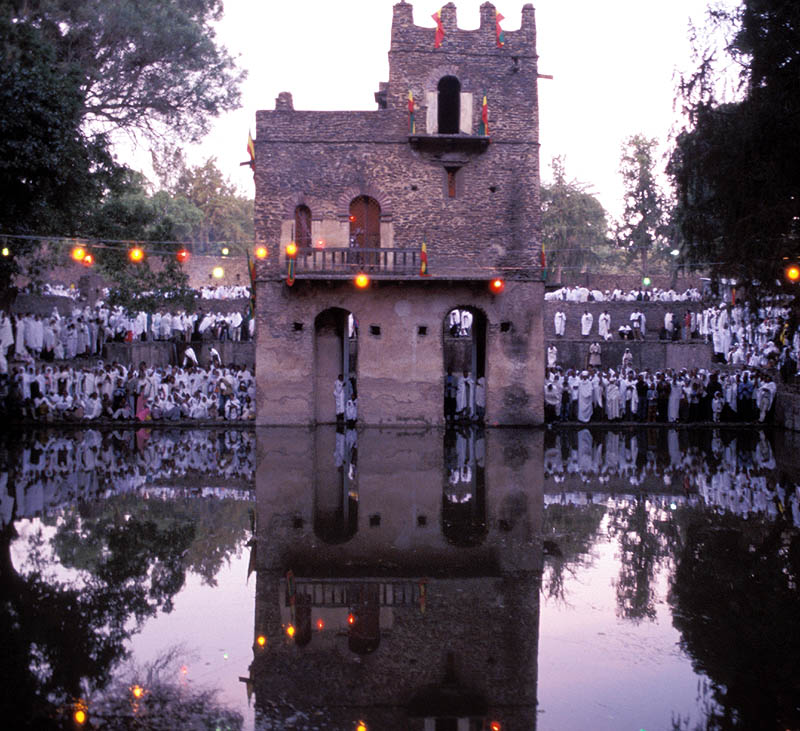
حشود من المسيحيين الأرثوذكس خلال عيد الظهور الإلهي تتجمع في حمام فاسيلادس الطقسيّ التابع لكنيسة ديبري سيلاسي برهان.

تضع كنيسة التوحيد الأرثوذكسية الإثيوبية ثاني أكبر الكنائس المسيحية الشرقية في العالم تركيز أكثر على تعاليم العهد القديم مقارنًة في الكنائس المسيحية الأخرى، وتحث أتباعها على التمسك في بعض الممارسات التي ما تزال موجودة في الديانة اليهودية، خصوصًا لدى اليهودية الأرثوذكسية.
تلتزم كنيسة التوحيد الأرثوذكسية الإثيوبية في شريعة الطهارة الموجودة في العهد القديم والتي تحث على ضرورة الاغتسال أو الوضوء للتطهر قبل تأدية فرائض دينية معينة، وبعد أي شيء يسبِّب النجاسة. فضلًا على ضرورة غسل اليدين قبل الأكل أو الصلاة، وبعد الإستيقاظ من النوم، وبعد زيارة المدافن أو دخول دورة المياه، وكذلك مراسيم الطهارة بعد الجماع.
تمنع كنيسة التوحيد الأرثوذكسية الإثيوبية المرأة التي تكون في فترة الحيض والأشخاص غير الطاهرين وفقًا للشريعة من دخول الكنيسة (على سبيل المثال لا يدخل الرجال الكنيسة في اليوم واليوم التالي بعد أن كان هناك جماع مع الزوجة). يُذكر أن منع المرأة التي تكون في فترة الحيض من دخول الكنيسة حتى نهاية فترة الحيض موجود أيضًا من قبل الكنائس المسيحية الشرقية الأخرى. وتلتزم كنيسة التوحيد الأرثوذكسية الإثيوبية في تنظيم قواعد الحبل والولادة المذكورة في سفر اللاويين وكيفية الطهور بعدها إذ إن المرأة الحامل والحائض تعتبر نجسة.
تفرض كنيسة التوحيد الأرثوذكسية الإثيوبية إلى جانب كنيسة التوحيد الأرثوذكسية الإريترية والكنيسة القبطية الأرثوذكسية شريعة الختان على الذكور وتعطيه بُعد ديني. كما تقوم كنيسة التوحيد الأرثوذكسية الإثيوبية إلى جانب الأدفنتست بفرض سلسلة من الشرائع على الطعام وهي تشابه القيود الموجودة في الديانة اليهودية والتي تعرف بالكشروت.